# Kalevala
Le Kalevala est une épopée composée au XIXe siècle par Elias Lönnrot, folkloriste et médecin, sur la base de poésies populaires de la mythologie finnoise transmises oralement. Il est considéré comme l'épopée nationale finlandaise et compte parmi les plus importantes œuvres en langue finnoise. Une première version, publiée en 1835, fut suivie en 1849 d'une édition considérablement augmentée qui comprend environ 23 000 vers.
Le Kalevala est une sorte de patchwork, obtenu par l'assemblage de poèmes populaires authentiques recueillis entre 1834 et 1847 dans les campagnes finlandaises, notamment en Carélie. Ce poème représente la pierre angulaire de l'identité nationale finlandaise. Cette épopée a influencé bon nombre d'artistes finlandais et, à travers ses traductions en 51 langues, est mondialement connue.
Du fait de leur origine commune, une partie de la mythologie finnoise est commune avec celle de l'Estonie. Le Kalevala comporte donc des caractéristiques similaires à celles du Kalevipoeg, épopée nationale estonienne, et a inspiré la création de cette dernière en 1861.

## Contenu duKalevala

### Vue d'ensemble de l'œuvre

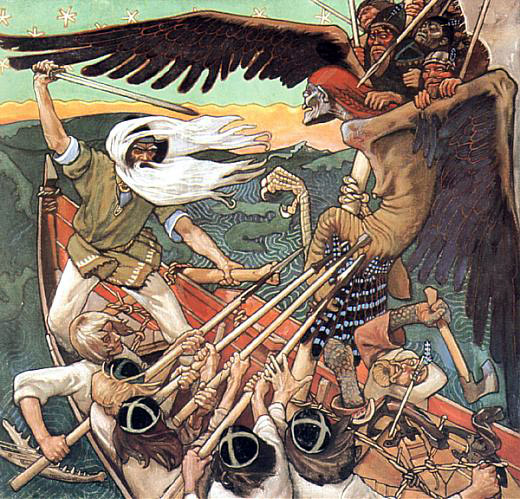
La Défense du sampo (Gallen-Kallela, 1896).

Le Kalevala (ce qui signifie Pays de Kaleva, l'accent se portant sur la première syllabe) est un kaléidoscope de récits allant des mythes, des légendes, à d'autres plus héroïques, épiques ou lyriques, et qui sont pour une part indépendants les uns des autres.
Le personnage principal est le barde Väinämöinen, magicien qui joue du kantele, l'instrument à cordes finlandais. Il est le fils d'Ilmatar, la déesse de l'Air et la mère de l'Eau. Le Kalevala commence avec un récit de création, où le ciel, la Terre, le Soleil et la Lune naissent d'œufs de canard qui sont déposés sur le genou d'Ilmatar. Väinämöinen apparaît dès le premier chant.
D'autres personnages importants dans l'épopée sont le forgeron Ilmarinen et le guerrier Lemminkäinen. Ilmarinen a fabriqué le sampo, un objet merveilleux, un moulin, pour Louhi, la maîtresse du pays ennemi de Pohjola (le pays du nord), qui en échange a promis sa fille. Peu après, le sampo est enlevé de Pohjola par les héros de Kalevala et se casse durant cet épisode. Le sampo apporte prospérité et bien-être, même après avoir été brisé. La bataille pour cet objet est un fil rouge de l'épopée.
Six chants sont consacrés aux aventures du héros tragique Kullervo, l'esclave vengeur qui viole sa sœur (sans la reconnaître) et finit par se jeter sur sa propre épée. Cet épisode isolé de Kullervo ne faisait pas partie de la version du Kalevala de 1835.
À côté des récits de héros, le Kalevala contient des passages non narratifs, tels que des lignes de conduite pour maris et femmes, et des articles sur le brassage de la bière et le travail du fer.

### Contenu chant par chant

#### Avant le chant 1: Prologue
Le conteur annonce que les vers ancestraux « lui sortent de la bouche », invite son camarade à chanter avec lui, et termine en disant : Que l'on nous serve donc du bon pain de seigle et de la bonne bière d'orge, mais même si on ne nous sert ni bière ni miel mais seulement de l'eau, je chanterai tout de même, pour égayer la soirée, pour glorifier la journée, pour amuser la nuitée et pour saluer la matinée.

#### Première série sur Väinämöinen

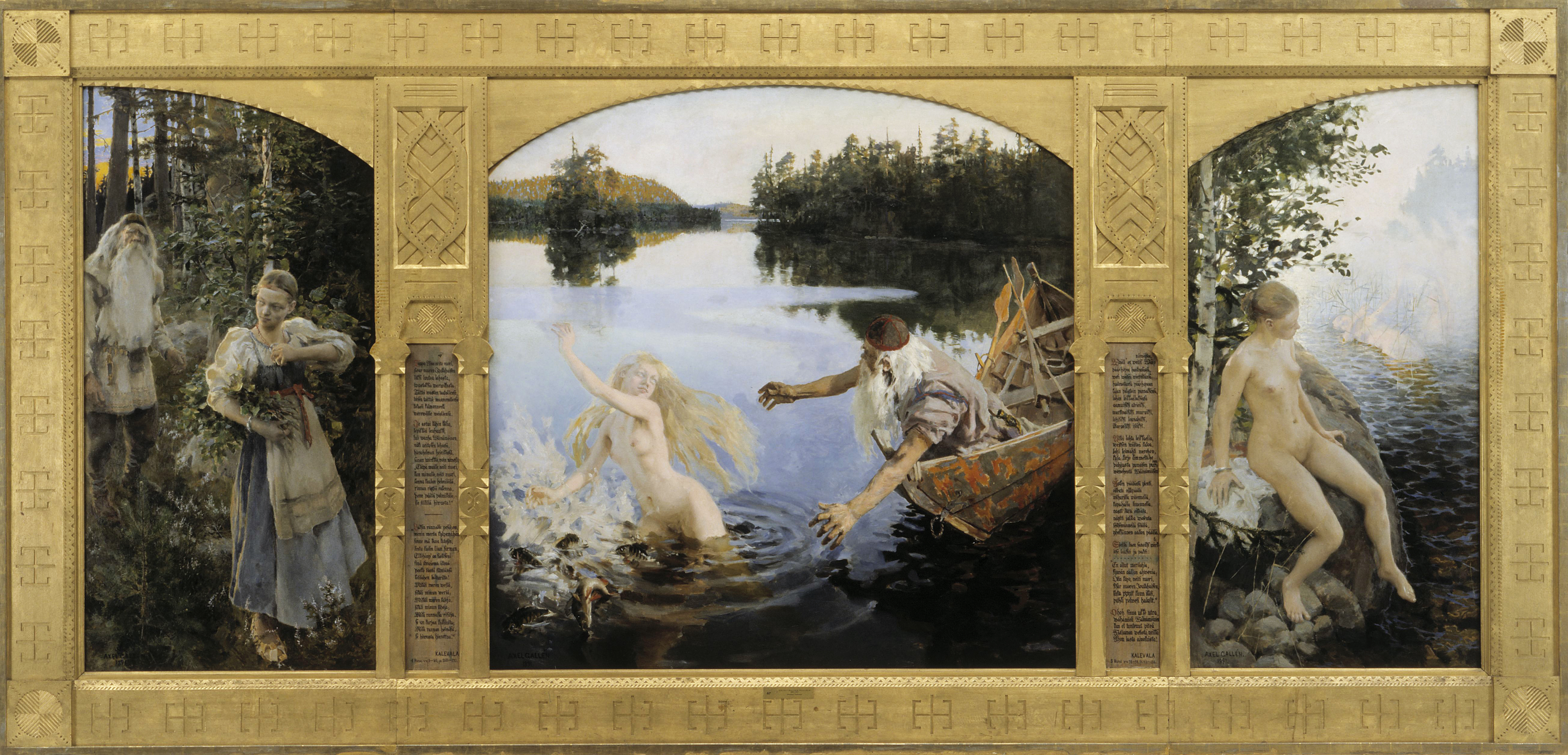
Le triptyque de Aino qui illustre les premiers chants du Kalevala (Gallen-Kallela, Le Triptyque d'Aino, 1891).

Des chants 1 à 2 : le Kalevala commence par les paroles du poète à propos de la création du monde, dans lesquelles est décrit comment le monde est né de l'œuf d'une cane, après qu'Ilmatar l'a brisé. On y apprend aussi qu'Ilmatar enfante Väinämöinen.
Des chants 3 à 5 : pour sauver sa vie après une joute orale perdue, Joukahainen promet à Väinämöinen de lui donner sa sœur Aino pour femme. Cependant Aino fuit les avances du vieil homme et se noie.

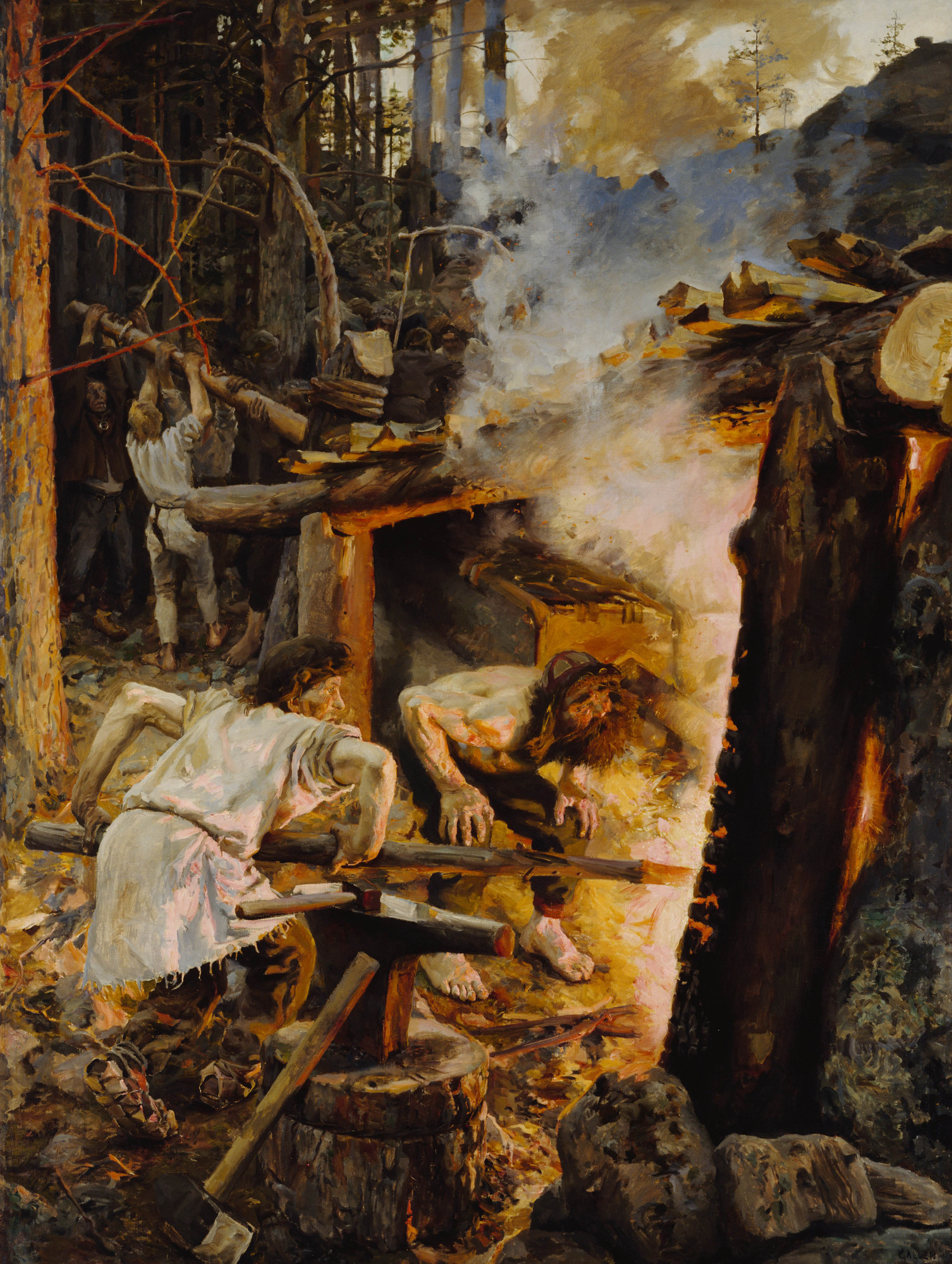
La création du Sampo par Ilmarinen (Gallen-Kallela, Le forgeage du Sampo, 1893).

Des chants 6 à 10 : Väinämöinen voyage en Pohjola, avec l'intention de courtiser l'une des filles de Louhi, souveraine des terres du Nord. Entretemps, par vengeance, Joukahainen tue le cheval de Väinämöinen qui tombe à la mer. Là un aigle le rattrape et le porte jusqu'en Pohjola. Pour pouvoir rentrer chez lui, Väinämöinen  promet à Louhi qu'Ilmarinen (le Forgeron) lui forgera le Sampo. En récompense, on lui promet la main d'une des filles de Pohjola. Après son retour, Väinämöinen invoque Ilmarinen, qui forge en Pohjola le Sampo. Mais il ne reçoit pas en échange la jeune fille promise.

#### Première série sur Lemminkäinen

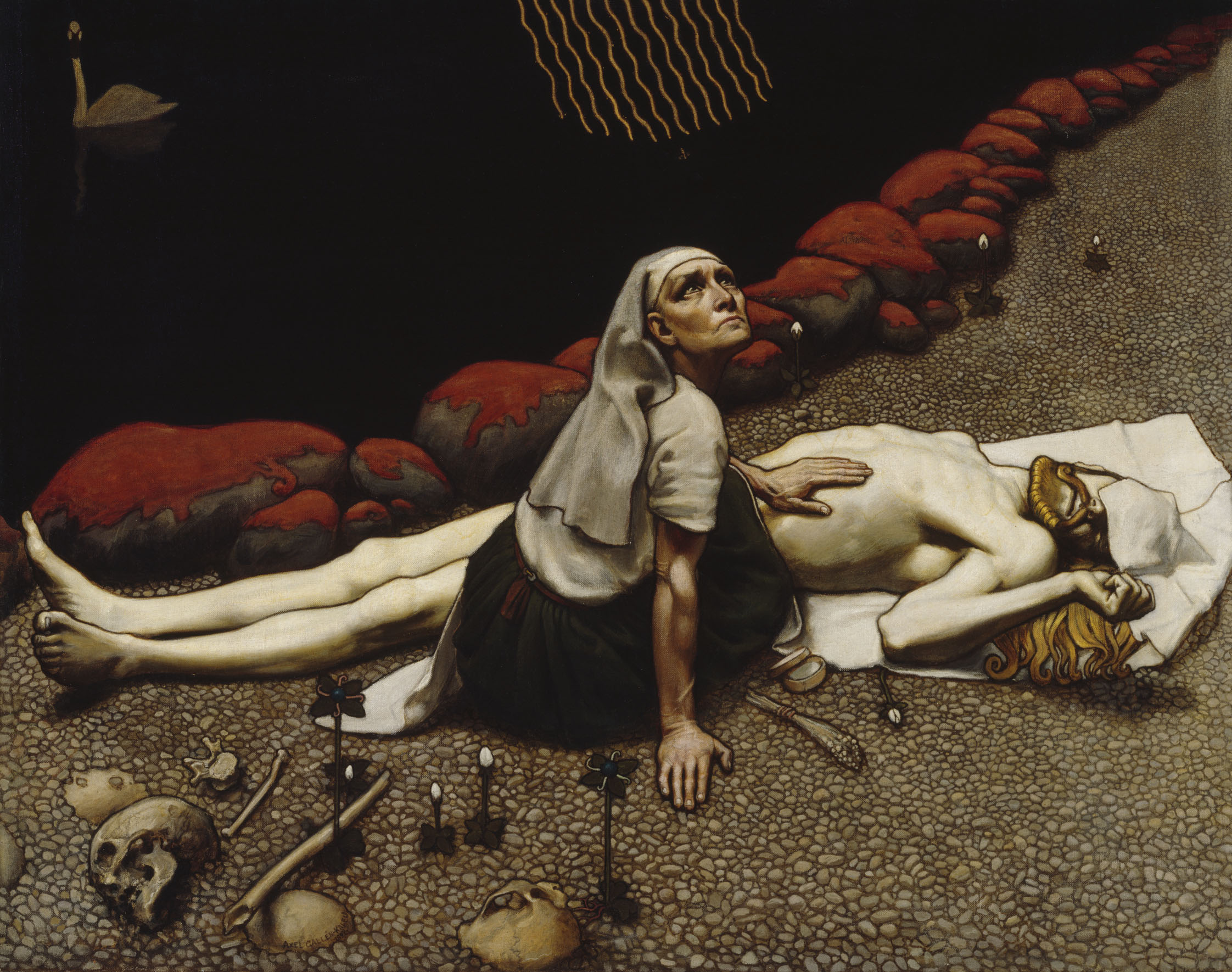
La mère de Lemminkäinen auprès du corps de son fils, dont elle a rassemblé les morceaux (Gallen-Kallela, La Mère de Lemminkäinen, 1893).

Des chants 11 à 15 : Lemminkäinen enlève Kyllikki, sa fiancée, de son île Saari. Il la quitte et voyage en Pohjola, où il demande la main d'une des filles de Louhi en échange de trois tâches. Après avoir tué l'élan de Hiisi (une figure maléfique du Kalevala), et avoir capturé l'étalon de celui-ci, il doit abattre le cygne du fleuve du royaume des morts, le Tuonela. Au bord du fleuve, il rencontre un berger qui le tue, et jette sa dépouille en morceaux dans les eaux. La mère de Lemminkäinen apprend la mort de son fils, repêche les parties de son corps à l'aide d'un râteau, et le ramène à la vie.

#### Deuxième série sur Väinämöinen
Des chants 16 à 25 : Väinämöinen commence la construction d'un navire, pour se rendre jusqu'en Pohjola. Il lui faut pour cette tâche obtenir des formules magiques, qu'il part en vain chercher en Tuonela le pays des morts. Il découvre finalement ces formules dans le ventre d'un géant mort : le magicien Antero Vipunen. Ilmarinen est mis au courant par sa sœur Annikki des plans de Väinämöinen, et part également pour Pohjola. La vierge de Pohjola choisit Ilmarinen, qui réalise les trois prouesses surnaturelles qui lui sont fixées : il laboure un champ grouillant de serpents, capture les ours de Tuoni, le loup de Manala, et le plus gros brochet du fleuve de Tuonela. Enfin Ilmarinen épouse la vierge de Pohjola.

#### Deuxième série sur Lemminkäinen
Des chants 26 à 30 : Lemminkäinen est contrarié, car il n'a pas été invité au mariage. Il part pour Pohjola, dont il tue le seigneur. Il doit donc fuir et se cacher sur une île, où il s'amuse en compagnie des femmes, jusqu'à ce que les maris jaloux le chassent. Il retrouve sa maison incendiée, et repart pour Pohjola afin de se venger. Mais il doit renoncer.

#### Série sur Kullervo

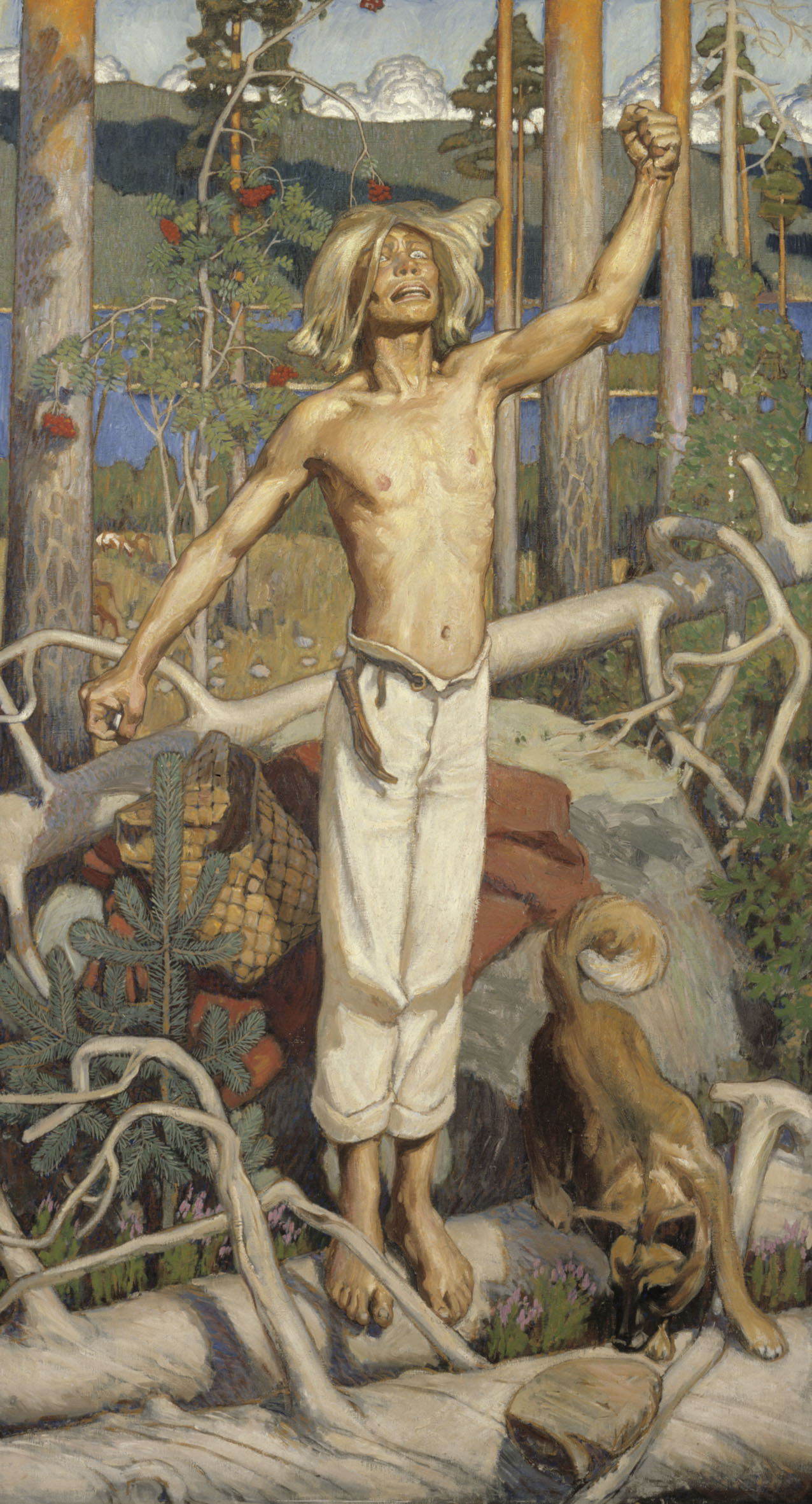
Kullervo jure de se venger de la femme de Ilmarinen (Gallen-Kallela, La Malédiction de Kullervo, 1899).

Des chants 31 à 36 : Untamo  vainc son frère Kalervo après une dispute et massacre toute sa famille, hormis sa femme enceinte qui enfante Kullervo. Untamo vend Kullervo comme esclave à Ilmarinen. La femme d'Ilmarinen le fait travailler comme berger, et le traite mal. Elle lui envoie ainsi un pain contenant une pierre sur laquelle Kullervo brise son couteau. Pour se venger, Kullervo perd le troupeau de vaches dans un marais. Il ramène à sa place un troupeau de bêtes sauvages et de prédateurs, qui tuent la femme d'Ilmarinen. Kullervo s'enfuit de la maison d'Ilmarinen et retrouve ses parents qu'on croyait morts, mais ne les reconnait pas. Il séduit sans le savoir sa sœur. Lorsque celle-ci l'apprend, elle se jette dans les rapides d'une rivière. Kullervo part vivre dans la maison d'Untamo et cherche à prendre sa revanche. Il y tue tout le monde et rentre chez lui, où tous sont morts. Il se donne alors la mort.

#### Série sur Ilmarinen
Des chants 37 à 38 : Ilmarinen pleure la mort de sa femme, et se forge une nouvelle épouse en or. Mais celle-ci reste froide et Ilmarinen la rejette. Sur ce, il se met à courtiser, en vain, la plus jeune fille de Pohjola. Il l'enlève. Mais cette dernière le trompe et Ilmarinen la change en mouette. Après son retour chez lui, il raconte à Väinämöinen la prospérité que le Sampo accorde aux Hommes de Pohjola.

#### Troisième série sur Väinämöinen
Des chants 39 à 43 : Väinämöinen, Ilmarinen et Lemminkäinen  voyagent en Pohjola, dans le but de voler le Sampo. Au cours du voyage, Väinämöinen tue un énorme brochet et fait de sa mâchoire un kantele (instrument de musique traditionnelle). Le son de cet instrument endort les habitants de Pohjola : Väinämöinen et ses compagnons fuient en emportant le Sampo. Une fois réveillé, Louhi se change en un aigle gigantesque et se lance avec son armée à la poursuite des voleurs. Le kantele est perdu dans les flots et le Sampo est brisé durant le combat : une partie sombre au fond des mers, l'autre est rejetée sur les rivages, apportant la prospérité à la Finlande.
Des chants 44 à 49 : Louhi envoie maladies et fléaux ravager Kalevala. Elle cache les étoiles et dérobe le feu, que Väinämöinen et Ilmarinen parviennent à récupérer.

#### Série sur Marjatta
Chant 50 : dans ce chant, qui fait écho au Nouveau Testament, il est décrit comment la vierge Marjatta (identifiée à la Vierge Marie des religions abrahamiques) est fécondée par une airelle (une plante). Väinämöinen condamne cet enfant sans père à mort, mais il lui échappe. L'enfant est couronné roi de Carélie. Väinämöinen part en voyage avec son bateau.

#### Épilogue
L'épopée s'achève sur les paroles du poète : 

« Je dois maintenant fermer ma bouche […]

Malgré tout, j'ai labouré une ligne aux nouveaux chanteurs,

j'ai marqué un chemin pour tous les bardes les meilleurs

choisis parmi la jeunesse et qui grandiront après moi. »

## La forme duKalevala: langue et style
Jean-Louis Perret a donné dans la préface de sa traduction du Kalevala parue en 1931 et rééditée en 1978 et 2009 de pertinentes explications sur la manière dont Elias Lönnrot a récolté et mis en forme les très nombreux fragments divers et disparates de chants que lui récitaient les bardes caréliens, sur la composition, la langue, le style et la métrique de cette épopée finnoise. Perret y explique comment il a adapté le vers kalévalien en vers octosyllabiques français. « Le Kalevala allait trouver en Jean-Louis Perret un traducteur à la fois savant, poète et grand connaisseur de la langue finnoise qui réussit à faire de sa traduction un chef-d'œuvre de poésie française » (Juliette Monnin-Hornung, Le Kalevala : ses héros, ses mythes et sa magie, Genève, 2013).
Le Kalevala est composé de cinquante chants (le mot finnois, runo, est souvent traduit par rune, mais ne correspond pas directement aux signes [runiques] du vieux germanique). Ces chants sont formés par des vers blancs (c'est-à-dire sans rimes, avec un nombre de syllabes variables et une segmentation de l'énoncé libre), un ensemble de 22 795 qui sont rédigés en un « rythme Kalevala » caractéristique et simple : chaque vers est composé de quatre trochées et est suivi par un deuxième vers, qui paraphrase le premier en ce qui concerne le contenu, en le nuançant ou le renforçant par un effet d'insistance.
Il peut ne pas y avoir de rime finale dans le Kalevala, la rime du début ou l'allitération est utilisée fréquemment. Le finnois s'y prête merveilleusement, car cette langue a seulement un nombre limité de consonnes (entre 11 et 13 selon les méthodes de comptabilisation) avec lesquelles un mot peut commencer.

### Métrique des vers
Le mètre utilisé dans le Kalevala se retrouve très couramment en finnois, de la poésie populaire aux dictions entre autres, et il est aujourd'hui la plupart du temps désigné sous le nom de vers kalévaléens. On retrouve cette métrique chez les Estoniens et chez la majorité des peuples de langue fennique. On considère qu'il a plus de 2 000 ans. Depuis la publication du Kalevala, le mètre kalévaléen occupe une véritable place dans la poésie finlandaise.
Le mètre kalévaléen se différencie à divers égard de la métrique des langues indo-européennes. Il s'agit en fait d'une structure simple et régulière :  un genre tétramètre à quatre trochées. Chaque trochée est constitué d'une syllabe accentuée (ou longue) et d'une autre non accentuée (ou brève) : chaque vers comprend donc huit syllabes. Les règles de base de la versification kalévaléenne sont les suivantes :
- la première syllabe d'un mot doit être longue, si elle se trouve en position accentuée (selon le schéma de versification). En guise d'exemple, on a mis en gras dans ce vers les syllabes longues :

Vaka | vanha | Väinä|möinen ;
- en position non accentuée, la première syllabe d'un mot doit être courte.

tietä|jä i|än i|kuinen.
Quatre autres règles existent en complément :
- le premier trochée (ou pied) du vers peut être de longueur variable. Il peut ainsi être constitué de trois voire rarement de quatre syllabes (c'est le cas pour environ 3 % des vers du Kalevala) ;
- un mot monosyllabique ne peut pas se trouver en fin de vers ;
- un mot de quatre syllabes ne peut se trouver au milieu d'un vers (c'est-à-dire à cheval sur les deuxième et troisième trochées). Cette règle ne s'applique pas aux mots composés ;
- la dernière syllabe d'un vers ne doit pas contenir une voyelle longue.

Les vers se divisent en vers « normaux » ou réguliers dans lesquels la syllabe accentuée d'un mot (en finnois, celle-ci correspond à la première syllabe du mot) et l'accent voulu par la versification coïncident. Mais on trouve aussi des vers irréguliers dans lesquels au moins une syllabe normalement accentuée se trouve en position diminuée (à cause de la versification). Presque la moitié des vers du Kalevala sont irréguliers. Cette attention particulière pour les relations entre les mots même (et leurs accents), et le rythme imposé par la versification, intérêt porté notamment sur ces vers irréguliers où il existe un déséquilibre entre les mots et la versification, est caractéristique de la métrique kalévaléenne.

### Procédés et figures stylistiques remarquables
Les deux procédés principaux les plus utilisés dans le Kalevala sont les allitérations (répétition de sons consonnes, non vocaliques) et les parallélismes de construction. Tous deux naissent d'une nécessité de la poésie orale : être aisée à retenir, afin de pouvoir être transmise. Cet aspect utilitaire est souvent considéré comme la base historique de la poésie.
Le terme d'allitération tel qu'il est utilisé pour décrire la versification particulière du Kalevala et, plus généralement de la poésie finnoise, prend un sens un peu différent de celui que l'on rencontre couramment dans la versification de langue française par exemple. Dans le Kalevala, l'allitération consiste en la répétition d'un même son (ou de mêmes sons, possiblement des voyelles) au début de deux où plusieurs mots d'un vers donné.
Vaka vanha Väinämöinen
On distingue d'une part les allitérations dites faibles, pour lesquelles deux mots au moins commencent par une même consonne (allitération rhétorique) ou bien par une voyelle (qui n'est pas nécessairement identique). D'autre part, il existe des allitérations fortes, dans lesquelles deux mots au moins commencent soit par la même séquence consonne / voyelle, soit par la même voyelle (assonance en termes de rhétorique). En guise d'exemple dans le texte suivant, on a mis en gras les allitérations fortes, et en italique les allitérations faibles : 
| Paino puuhun marhaminnan, ohjat oksalle ojenti, lykkäsi venon vesille, lauloi purren lainehille. - Chant 39, vers 259 à 262. | Il noue le licol dans un arbre, rênes tortillées sur la branche, puis boute la barque vers l'eau, il chante la gabarre aux vagues. - traduction de Gabriel Rebourcet. À l'arbre attacha le licol, Posa les rênes sur les branches, Poussa la barque dans le lac À l'aide de ses chants magiques; - traduction de Jean-Louis-Perret. |  |

Cette figure de style revient extrêmement souvent dans le Kalevala : plus de la moitié des vers présente des allitérations fortes, et environ un cinquième des allitérations faibles. On ne retrouve au contraire pas de rimes finales.
Le parallélisme peut se présenter sous différentes formes. Généralement, le contenu d'un vers est repris dans le vers suivant, en faisant varier les termes et en apportant des précisions qui éclairent finalement quant au sens. C'est un procédé très répandu, qui hérite de la tradition orale où le barde qui déclamait des poèmes tels que ceux recueillis dans le Kalevala par Lönnrot (le laulaja) était souvent accompagné d'un compagnon, un genre d'assistant (le säestäjä) qui répétait, reformulait chaque vers du barde. Les parallélismes rendent aussi compte des anciennes joutes oratoires lors desquelles s'affrontaient deux bardes, répétant des formules analogues l'un après l'autre. Le procédé s'est conservé pour manifester tant l'abondance des connaissances lexicales du laulaja que pour souligner son propos, et revient de façon récurrente dans l'ouvrage de Lönnrot qui fait alterner les différentes variantes recensées (même si celles-ci ne proviennent pas de la même source). On retrouve par conséquent ces parallélismes dans le Kalevala de façon encore plus systématique que dans la poésie populaire, ce qui correspond tout à fait au souhait de Lönnrot d'exploiter au maximum le matériel recensé.
La correspondance qui lie les vers peut être de l'ordre de la synonymie, de l'analogie (les termes utilisés dans le vers d'origine et sa variation sont semblables), ou bien de celui de l'antithèse (utilisation de termes opposés). Ces rapports sont parfois précisés par des conjonctions, bien que leur usage reste limité en finnois (plus qu'en français notamment ; ainsi les traductions françaises ont tendance à accentuer l'emploi de ces connecteurs logiques). Le parallélisme peut aussi survenir à l'intérieur même du vers, et le terme peut encore être utilisé pour comparer de plus longs passages construits selon le même schéma (narratif, syntaxique - hypozeuxe par exemple…).
Les trois exemples suivants illustrent différents types de parallélismes :
– « Lähe miekan mittelöhön, / käypä kalvan katselohon » « Laisse-nous contempler les épées / Laisse-nous mesurer leur lame » (synonymie) ;
– « Kulki kuusisna hakona, / petäjäisnä pehkiönä » « Erre comme une branche fragile d'épicéa, / Passe comme les rameaux desséchés du sapin » (analogie) ;
– « Siitä läksi, ei totellut » « Pars pourtant, ne t'attarde sur rien » (antithèse).

### Les traductions duKalevala
Dans les traductions du Kalevala une grande partie des allitérations, des rythmes pourtant si présents dans la version originale sont condamnées à disparaître. En effet, toutes les langues ne possèdent pas les mêmes ressources (suffixation, accentuation, syllabes longues et brèves) que le finnois. La traduction doit ainsi s'adapter du mieux possible à la typologie rythmique des langues dans lesquelles le Kalevala est traduit.
Si l'on prend l'exemple de l'allemand, le système finnois fondé sur une alternance complète de syllabes brèves et longues a dû être remplacé dans la traduction allemande par une métrique jouant sur l'accent tonique principal et secondaire (l'allemand ne possédant pas de syllabes longues ou brèves à proprement parler).
Väinä|möinen | alt und | weise || er, der | ew'ge | Zauber|sprecher.
En illustration un fragment du premier chant (r. 289-295) :
| Vaka vanha Väinämöinen kulki äitinsä kohussa kolmekymmentä keseä yhen verran talviaki, noilla vienoilla vesillä utuisilla lainehilla. | En néerlandais (Mies le Nobel, uitg. Vrij Geestesleven, 1985) : Väinämöinen, oud en wakker, wacht nog in de schoot der moeder, dertig zomers lang nog wacht hij, dertig lange winters toeft hij nog in sluimerstille golven, in de nevelrijke wateren. | La traduction de J-L Perret : Le ferme et vieux Väinämöinen Passa dans le sein de sa mère Près d'une trentaine d'étés Et le même nombre d'hivers, Au milieu des ondes tranquilles, Sur les flots couverts de brouillard. | En espéranto, trad. J. E. Leppäkoski : (avec le distique précédent) …sed plu restas nenaskita prapoeto Väinämöinen. Li, eterna prapoeto, en uter' de l'fevirgino flosis tra someroj tridek kaj tra sama vintrosumo laŭ la morna marsurfaco, en ondaro sub nebulo. |

La première traduction française du Kalevala fut réalisée par Louis Léouzon Le Duc, en prose, et publiée sous le titre La Finlande en 1845. C'était la deuxième traduction jamais faite du premier Kalevala, après celle en suédois.
Il existe désormais trois traductions intégrales françaises du « nouveau » Kalevala. Une traduction en prose de Louis Léouzon le Duc (1867) a été suivie par la traduction métrique de Jean-Louis Perret (1927) et, plus récemment, par celle de Gabriel Rebourcet (1991) qui s'efforce de restituer les archaïsmes linguistiques de l'original.
La traduction de Gabriel Rebourcet n'est pas une traduction littérale, mais elle se permet de reterritorialiser l'épopée dans un contexte français : par exemple, le sauna devient une étuve et le kalevala un orgue. Le vocabulaire employé par Rebourcet est très ardu ; il est celui de l'archaïsme français, ce qui pousse le lecteur à se munir d'un dictionnaire de vieux françois, pour parvenir, à chaque phrase, à saisir le sens du texte.
Des versions adaptées pour les enfants ont également été rédigées par Edmée Arma (1944), Madeleine Gilard (Éditions La Farandole, 1961) et Anne-Marie Cabrini (Éditions Hatier, 1967). Cette dernière, à partir d'une traduction italienne.

## Origine et histoire duKalevala
Le Kalevala remonte à la très ancienne poésie orale finnoise, transmise au cours du temps. L'unification des différents chants en une vaste épopée cohérente date cependant seulement du XIXe siècle et est en fait une œuvre d'Elias Lönnrot. Lönnrot fut en cela influencé par la théorie de Friedrich August Wolf concernant les questions homériques traitant de l'identité d'Homère et de son influence réelle sur la composition de l'Iliade et de l'Odyssée. Pour Friedrich August Wolf, ces deux œuvres, fondamentales pour l'identité hellénique, furent effectivement composées par Homère, mais furent par la suite transmises oralement, développées et modifiées, avant d'être enfin couchées par écrit. Ainsi, Lönnrot était convaincu - hypothèse entretemps réfutée - que les nombreux chants isolés qu'il avait recensés durant ses voyages en Carélie constituaient en réalité un ensemble construit, une épopée, qu'il lui fallait reconstituer. Il assembla alors ces différents fragments, les modifiant au besoin pour la cohérence globale de l'ouvrage qui devint le Kalevala. 33 % des vers sont repris mot à mot par rapport à ceux recueillis par Lönnrot, 50 % présentent de très légères modifications, 14 % furent réécrits mais de façon analogue à des vers connus, et 3 % furent inventés par l'auteur. Somme toute, on peut considérer le Kalevala comme un véritable magnum opus.

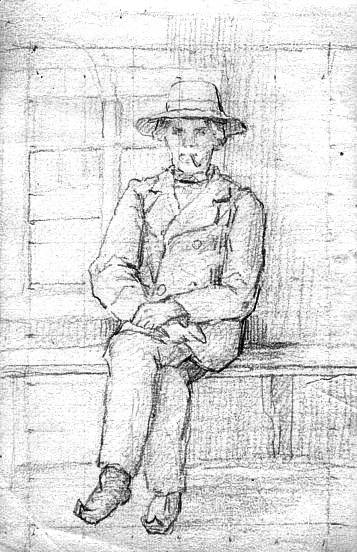
Elias Lönnrot, dessiné par Eva Ingman.

### Des sources multiples

#### La poésie populaire finnoise
La majeure partie de la poésie populaire transmise oralement, Lönnrot la trouva dans l'aire d'influence des langues fenniques : Finlande, Estonie, Carélie et Ingrie. On suppose que cette tradition orale est vieille d'environ 2 500 à 3 000 ans, bien qu'elle soit parfois considérée comme plus récente, entre le VIIe et le XVe siècles seulement, en ce qui concerne la trame générale et ordonnée des chants recueillis par Lönnrot au XXe siècle. Les runes, ou chants, se fixèrent peu à peu, puis furent chantées avec de très simples mélodies, parfois accompagnées de kantele. Dans les régions où cette tradition orale était encore vivante, la majorité des gens connaissait au moins quelques-uns de ces chants. Il existait de plus des bardes en quelque sorte itinérants, qui parcouraient ces régions et connaissaient par cœur un grand nombre de ces runes.
Cette poésie populaire était répandue dans toute la Finlande jusqu'au XVIe siècle, mais ces chants considérés comme païens furent par la suite interdits, après la Réforme, par l'Église luthérienne. La tradition s'étiola ainsi petit à petit dans l'Ouest et le centre de la Finlande alors sous domination de la Suède luthérienne. Dans les régions contrôlées par la Russie, l'Est de la Carélie notamment, l'Église orthodoxe était plus tolérante, ce qui permit à la poésie populaire de se maintenir plus longtemps, et elle perdura jusqu'au début du XXe siècle. Aujourd'hui il ne reste que peu de vieilles personnes maitrisant ces chants.
La poésie populaire finnoise est divisée en trois branches principales : poésie épique, lyrique et incantations (qui revêtent un aspect plus mystique). L'épopée possède différents rôles. Les plus anciens chants épiques sont des runes abordant des thèmes mythiques, et les mythes créateurs y occupent une place importante (création du monde par exemple). La plupart de ces mythes, tels que celui de la création du fer, trouvent leur origine dans le chamanisme de la période précédant l'installation du christianisme, c'est-à-dire, pour ces régions, avant le XVIIe siècle. Durant le Moyen Âge apparurent les ballades et les poèmes héroïques, ainsi que, après la conversion de la Finlande, des légendes influencées par les thèmes chrétiens. Plus tard, les épopées s'attachèrent à décrire des événements historiques, comme le meurtre de l'évêque Henri d'Uppsala, qui est, en tant que saint patron, une figure clef de l'identité finlandaise, ou encore les guerres récurrentes entre la Russie et le Royaume de Suède. La poésie lyrique est constituée d'élégies, de chants d'amour, et d'autres célébrant des occasions particulières (la mariage, la chasse au loup), qui étaient chantés dans la vie quotidienne (par exemple pendant les travaux agricoles). Les invocations héritaient de chants magiques antérieurs au christianisme. Par des paroles magiques, chacun essayait d'obtenir des genres de bénédictions : la guérison des maladies, la prospérité, une bonne chasse… Le Kalevala mêle ces différentes formes de la poésie traditionnelle, adjoignant à des thèmes épiques des passages lyriques et des runes magiques.
Il est difficile de dégager l'historicité du Kalevala, et plus généralement de la poésie populaire finnoise, qui pourrait nous renseigner sur les coutumes et les traditions des peuples de langue finnoise avant l'immixtion du catholicisme dans la région : le fond primitif a largement été déformé au cours du temps, mais aussi sous l'influence et les apports d'autres cultures, et en particulier la culture scandinave pré-chrétienne. Ainsi, de nombreuses figures et événements relatés dans le Kalevala peuvent aisément être rapprochés d'autres que l'on retrouve dans les grands textes fondateurs scandinaves : le personnage de Väinämöinen possède par exemple un certain nombre d'attributs du dieu Odin (la sagesse, la maîtrise de la magie). Toutefois, les thèmes et la vision du monde qu'offrent ces textes diffèrent largement de la majorité des épopées et des mythes indo-européens. La nature prend notamment une importance primordiale, ce qui explique les longues descriptions d'arbres, de paysages, d'animaux, et les procédés stylistiques qui en découlent (utilisation de termes concrets, connecteurs spatiaux, métaphores… visant à créer l'hypotypose). Peu d'autres textes du même genre laissent une si grande place à un monde où l'Homme s'efface temporairement. Au contraire, bien que les textes de cette poésie populaires soient souvent épiques, les épisodes violents, et surtout sanguinaires, tels qu'on en trouve abondamment dans les épopées scandinaves, sont rares : les combats passent essentiellement par la parole, le chant, et de façon conjointe par la magie, omniprésente (car la magie est indissociable de la parole). Une plus grande place est alors faite à d'autres qualités et caractères humains : l'habileté du langage, les passions, l'amour.

### La collecte du matériau

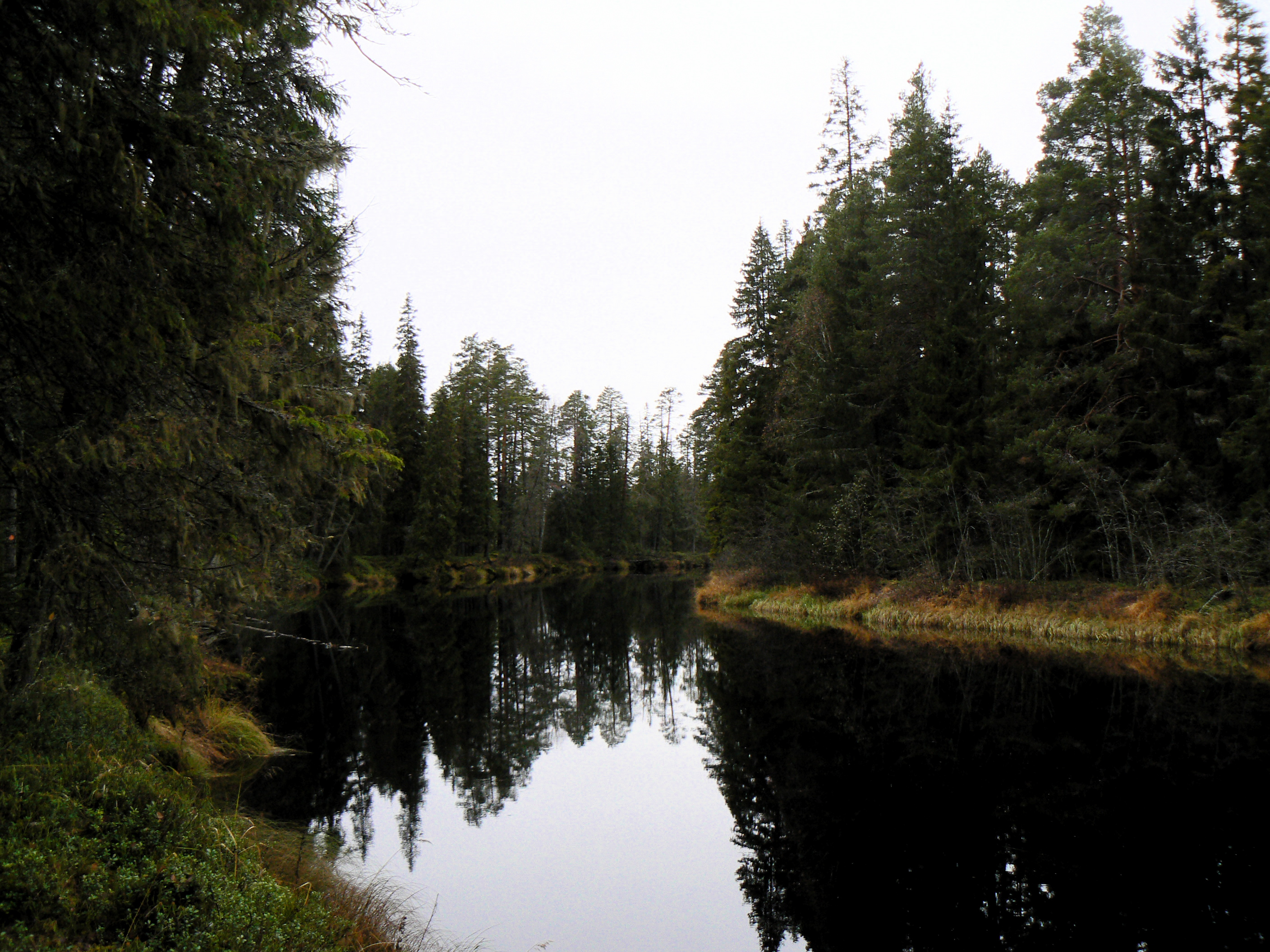
Paysage de Carélie.

Déjà au XVIIe siècle certains chants isolés commencèrent à être recueillis, mais il faut attendre le XVIIIe siècle pour qu'éclose un intérêt véritable, et de surcroit scientifique, pour toute cette poésie traditionnelle. Entre autres, Henrik Gabriel Porthan, humaniste finlandais marquant, recueillit durant sa vie de nombreux chants populaires, et fit paraitre entre 1766 et 1778 De Poësi Fennica (« À propos de la poésie finnoise ») qui traitait de ce sujet. K. Gannander se tourna aussi vers ces traditions. Zachris Topelius publia lui aussi un recueil de chants populaires en 1823, à partir de textes collectés dès 1803. L'idée de composer une épopée entière et structurée à partir des textes collectés, sur le modèle de l'Iliade, de l'Odyssée ou encore de la légende des Nibelungen, fut pour la première fois formulée clairement par le fennomane Carl Axel Gottlund en 1817, bien que cette intention se retrouve déjà en 1808 chez August Thieme, poète allemand. Les efforts d'intellectuels tels que le juriste allemand H.R. von Schröter ou le journaliste et philologue Reinhold von Becker s'inscrivent dans la même logique.
Ce projet se réalisa finalement avec Elias Lönnrot (1802-1884), philologue, médecin de profession, mais particulièrement intéressé par la langue et le folklore finlandais (il fit son doctorat sur la médecine populaire finlandaise). La vieille tradition orale populaire vivait encore à l'est (en Carélie) et c'est principalement dans cette région qu'il entreprit en tout onze voyages entre 1828 et 1844, pour rassembler le matériel qui allait former la base de son épopée. Il fixa d'ailleurs son cabinet médical à Kajaani, à la frontière de la Carélie. Il consigna alors une vaste base de textes et de runes de divers chanteurs populaires, bardes, mais aussi de vieillards hommes et femmes. C'est le cas d'Arhippa Perttunen qui  fournit un nombre considérable de vers et de chants à Lönnrot. Beaucoup des villages que Lönnrot visita se situaient alors (et encore aujourd'hui) en Russie. Certains de ces villages furent d'ailleurs rebaptisés par la suite (en 1963, Uhtua prit le nom de Kalevala).

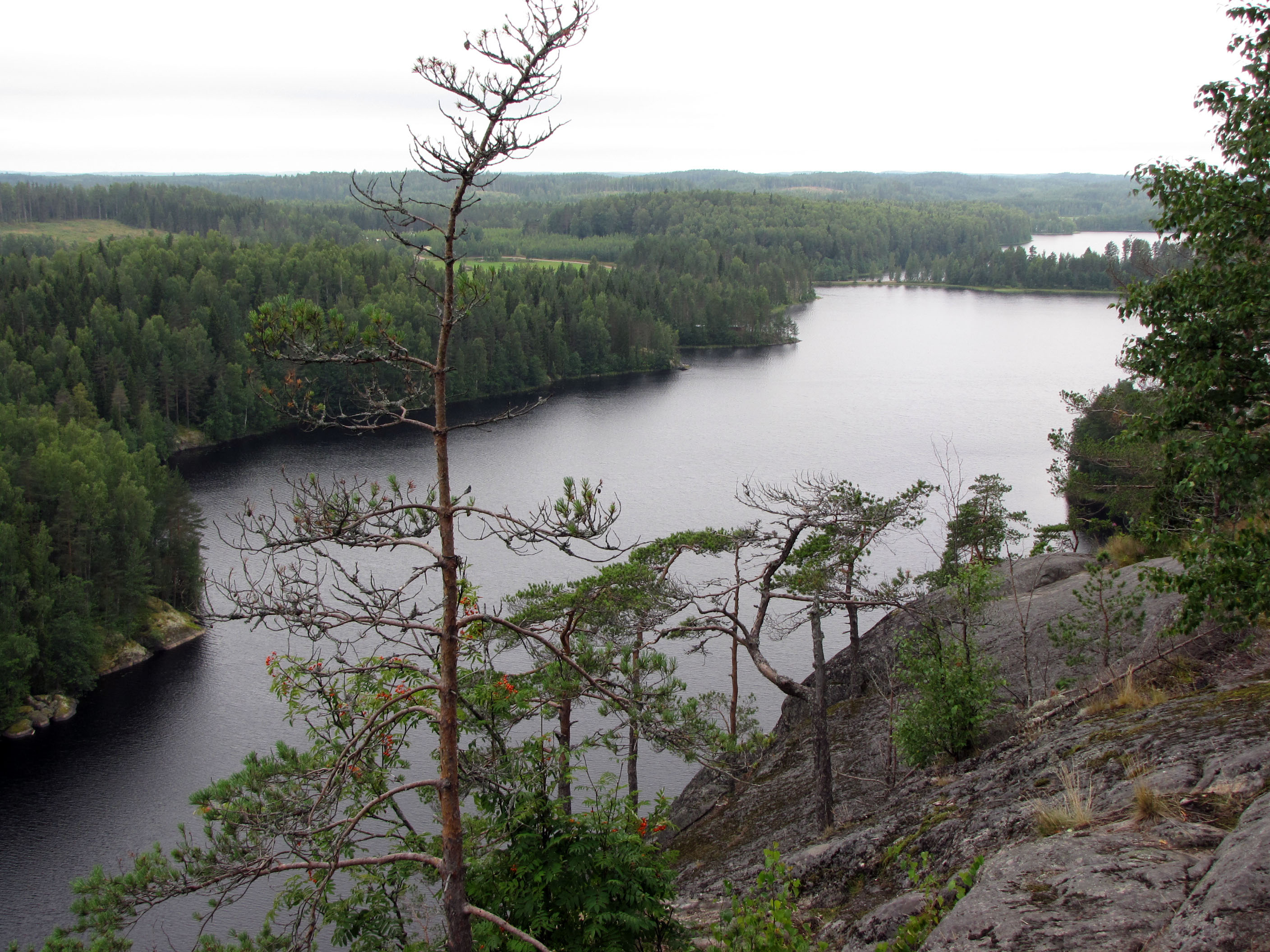
Paysage de Carélie.

Le travail de recensement minutieux entrepris par Lönnrot s'inscrit en fait dans un programme plus vaste organisé sous la houlette de la Société de littérature finnoise crée en 1831 qui mena des expéditions durant le XIXe siècle afin de préserver les traditions orales non seulement des Finnois, mais de très nombreux autres peuples de langues ouraliennes, qui leur étaient donc apparentés. Ce travail fut interrompu en 1917 lorsque éclata la révolution russe. Rien qu'en finnois, l'abondance de la collecte se monte aux 33 volumes des Suomen Kansan Vanhat Runnot (« Poèmes anciens du peuple finnois »), représentant au total environ 1 270 000 vers, auxquels s'ajoutent deux millions et demi d'autres chants, proverbes, fables, contes, devinettes conservés. En parallèle, une partie non négligeable de cet héritage oral est conservé dans les archives de Petrozavodsk, la capitale de la république de Carélie russe. Ce travail global est bien sûr à mettre en relation avec la publication du Kalevala de Lönnrot, qui d'une part se fonda sur ces textes consignés, mais qui provoqua aussi un réel engouement du peuple finnois pour sa langue et sa culture, relançant en cela l'intérêt porté à cette poésie orale et traditionnelle.

### Versions et textes apparentés auKalevala

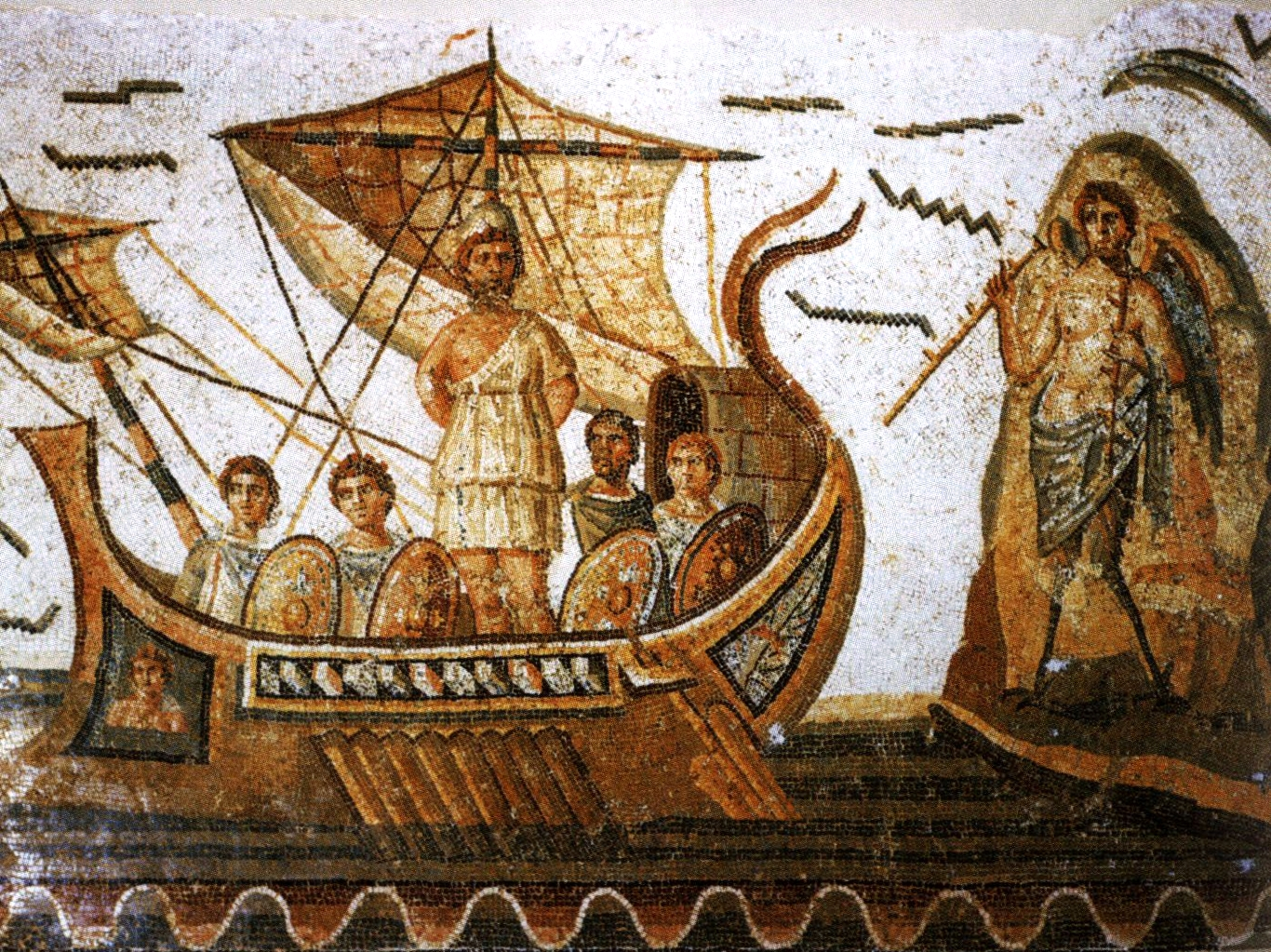
Mosaïque grecque représentant un épisode de lOdyssée : Ulysse et les sirènes. En écrivant le Kalevala, Lönnrot voulait doter son pays d'un texte fondateur pour l'identité finlandaise, digne des récits d'Homère.

De cette collecte, Lönnrot tira plusieurs œuvres, dont la plus célèbre est effectivement le Kalevala. Le premier résultat, un genre de proto-Kalevala de 1833, nommé Runokokous Väinämöisestä, ensemble de poèmes sur Väinämöinen, était constitué de 5 050 vers. Cet ouvrage marqua un tournant tant dans l'œuvre que dans la vie de Lönnrot : alors qu'auparavant il traitait les textes recueillis d'une façon plutôt scientifique et mettait en avant la recherche dans son travail, les préoccupations artistiques et esthétiques sont ici réellement mises au premier plan. Deux ans plus tard, entre 1835 et 1836, parut le Kalevala à proprement parler (en entier Kalewala taikka Wanhoja Karjalan Runoja kansan muinoisista ajoista, « Kalevala ou Anciens Chants de Carélie à propos de l'histoire passée du peuple finnois »). Cette première version, l’Ancien Kalevala de 1835, composée de 32 chants avec 12 078 lignes versifiées, fut éditée par la Société littéraire finnoise (Suomalaisen Kirjallisuuden Seura), dont Lönnrot était l'un des fondateurs. La date à laquelle Lönnrot signe la préface du premier volume, le 28 février, a en Finlande le statut de jour du Kalevala.
Au Kalevala succédèrent les moins connus Kanteletar (1840-1841), aussi le résultat de recherches de terrain en Carélie. En 1849, Lönnrot acheva le Nouveau Kalevala, qui compte 50 chants et 22 795 lignes versifiées, et était donc près de deux fois plus important. L'apport personnel de l'auteur Lönnrot dans cette nouvelle version était accentué par rapport à la version originale. Le Nouveau Kalevala fait aussi preuve de beaucoup plus de logique interne et est aujourd'hui retenu comme la version de référence.
Dans la période entre 1835 et 1849 le Kalevala était déjà traduit et Lönnrot avait atteint son but : montrer que, du sein d'une petite nation, une épopée immémoriale, préchrétienne pouvait naître au même titre que l'Odyssée et l'Iliade des Grecs antiques ou le chant des Nibelungen des Germains. Depuis cette époque, une douzaine de versions différentes ont paru en finnois, et de nombreux résumés, adaptations en prose et versions à des fins scolaires ont été publiés.

## Rayonnement culturel du Kalevala

### En tant que symbole national
La place qu'occupe le Kalevala dans la culture finnoise et dans le sentiment national des Finlandais est primordiale, et l'importance qui lui est accordée est supérieure à la plupart des autres épopées nationales. La dimension politique du Kalevala est souvent considérée comme si forte, si considérable, qu'elle aurait presque permis à elle seule l'élévation de la Finlande au rang de nation indépendante. À l'époque de la parution du Kalevala, et dans un contexte où les idées nationalistes se développaient en Europe, l'identité finnoise était encore en pleine construction, et le Kalevala contribua effectivement de façon remarquable à cette évolution. La Finlande ne possédait pas auparavant une culture écrite propre et autonome, les Finlandais, dans la multitude de leurs cultures populaires, ne possédaient pas une œuvre fondatrice capable de rivaliser avec les grandes épopées nationales telles que l'Edda, les Nibelungen ou l'Iliade. C'est le rôle que remplit pleinement le Kalevala de Lönnrot, et qui fut encore mis en exergue par l'intérêt qui lui fut porté à l'étranger. Pour répondre au sentiment national finlandais, on voulut compléter et préciser l'histoire lacunaire du pays en tentant d'interpréter certains faits rapportés dans le Kalevala à propos de l'histoire lointaine du peuple finnois. Parallèlement, la publication du Kalevala renforça l'importance de la langue finnoise, qui n'était pas utilisée auparavant comme une langue littéraire. En 1902 elle devint langue officielle aux côtés du suédois et du russe. Le « réveil national » de la Finlande joua bien sûr un rôle dans l'accession à l'indépendance en 1917 vis-à-vis de la Russie.

### Le Kalevala dans la Finlande d'aujourd'hui
Encore aujourd'hui, l'influence du Kalevala est évidente. Certains passages sont bien connus des Finlandais, qui peuvent ainsi, comme une allusion à l'histoire d'Ilmarinen, se référer à une tâche difficile comme le « labour d'un champ de serpent ». Des prénoms tels que Väinö, Ilmari, Tapio ou Aino sont les diminutifs de noms de personnages du Kalevala. Beaucoup d'entreprises finlandaises ont choisi des noms en lien avec des thèmes, des objets propres au Kalevala : une compagnie d'assurance se nomme ainsi Sampo, une autre Pohjola, et une marque de crème glacée a pour nom Aino. La firme Kalevala Koru, une des entreprises de création de bijoux les plus connues de Finlande, doit directement son nom et son existence à l'épopée : elle est née d'une association de femmes qui, pour financer la construction d'un monument en hommage aux femmes mentionnées dans le Kalevala, décidèrent de créer et de vendre des bijoux inspirés par l'épopée nationale. De nouveaux quartiers résidentiels, comme Kaleva à Tampere et Tapiola à Espoo, furent enfin nommés d'après le Kalevala.
Les poèmes du Kalevala ont aussi influencé des comptines pour enfants qui survivent encore aujourd'hui tel que Lennä lennä leppäkerttu (« Vole vole coccinelle »), Oli ennen onnimanni et Tuu tuu tupakkarulla (« Fais dodo bébé emmaillotté »).
L'astéroïde (1454) Kalevala, découvert en 1936 par l'astronome finlandais Yrjö Väisälä, porte son nom.

### Œuvres inspirées par leKalevala
L'épopée a joué un rôle important dans la constitution du sentiment national finlandais. Elle a influencé considérablement beaucoup d'artistes de ce pays.
Rudolf Steiner et ses proches intellectuellement, anthroposophiques, appréciaient fortement le Kalevala. La traduction la plus récente en vers en néerlandais du Kalevala est ainsi l'œuvre d'une maison d'édition anthroposophique.

#### Beaux-arts
- Le peintre Akseli Gallen-Kallela, qui décora le célèbre pavillon finlandais de l'exposition universelle de Paris de 1900 avec des motifs du Kalevala. Ses peintures sur le Kalevala les plus connues sont La Défense du sampo (Sammon puolustus, 1896), La Vengeance de Joukahainen (Joukahaisen kosto, 1897), La Mère de Lemminkäinen (Lemminkäisen äiti, 1897) et La Malédiction de Kullervo (Kullervon kirous, 1899). En 1922 il illustra le Koru-Kalevala (le Kalevala d'or).
- Le sculpteur Carl Eneas Sjöstrand.
- Le sculpteur Emil Wikström avec son œuvre (en) en bronze sur une base en granite à la mémoire d'Elias Lönnrot, à Helsinki depuis 1897 dans le petit « Parc Elias Lönnrot ».

#### Littérature et bande dessinée
Comme œuvre littéraire, le Kalevala a aussi exercé une grande influence sur la littérature. L'influence de l'épopée s'étendit bien au-delà du domaine linguistique finnois, par le biais de traductions.
- Des poètes tels que Eino Leino subirent l'influence de l'épopée d'un point de vue stylistique.
- L'écrivain anglais J. R. R. Tolkien (qui fonda sa langue artificielle quenya sur le finnois) était passionné par le personnage de Kullervo. À un point tel que l'un de ses héros, Túrin Turambar fut quasiment calqué sur lui.
- C. S. Lewis, ami de Tolkien, se laissa lui aussi inspirer par le Kalevala.
- Le Chant de Hiawatha, poème de l'Américain Henry Wadsworth Longfellow, qui connaissait le finnois, est fréquemment mise en rapport avec l'épopée finlandaise.
- En Estonie et en Lettonie, qui tout comme la Finlande se trouvaient au XIXe siècle en Russie tsariste, se développèrent respectivement les épopées Kalevipoeg (1853-1862) et Lāčplēsis, qui tout comme le Kalevala se fondaient sur des traditions locales et avait la même fonction : la formation d'une identité nationale d'une petite nation à la découverte d'elle-même. Friedrich Reinhold Kreutzwald, l'auteur de l'épopée estonienne (et tout comme Lönnrot, un médecin), se décida uniquement après avoir vu le Kalevala (sa traduction en allemand) à versifier son œuvre.
- La Quête du Kalevala, une histoire en bande dessinée de Picsou par Don Rosa, 1999.
- L’Exilé du Kalevala, une histoire en bande dessinée par Ville Ranta d’après Elias Lönnrot, 2008, éditions Asema Kustannus (Finlande) ; traduction française aux éditions Çà et là en 2010.
- Ronkoteus, adaptation en bande dessinée du roman Lentävä kirvesmies par son auteur, Arto Paasilinna, et dessinée par Hannu Lukkarinen ; traduction française aux éditions Mosquito en 2015[5].

#### Musique
- Plusieurs œuvres du compositeur finlandais Jean Sibelius (1865-1957), dont Le Destin de Kullervo, symphonie pour chœur (1892) et la Suite Lemminkäinen, La Fille de Pohjola (Pohjolan tytär, 1906), les Légendes du Kalevala (parmi lesquelles Le cygne de Tuonela, Tuonelan joutsen, 1893), le poème symphonique Luonnotar (1913), Tapiola (1926).
- La Marche funèbre de Kullervo du compositeur et chef d'orchestre finlandais Robert Kajanus (1856-1933).
- Le poème symphonique Kullervo du compositeur finlandais Leevi Madetoja (1887-1947), élève de Sibelius.
- L'opéra Kullervo d'Aulis Sallinen (1988).
- La Kalevala-suite d'Uuno Klami (1933-43).
- Kalevala XVII runo, le 17e chant mis en musique en 1985 par l'Estonien Veljo Tormis à l'occasion du 150e anniversaire de l'épopée.
- Le Mythe de Sampo d'Einojuhani Rautavaara.
- Les chansons Old Man, Little Dreamer, Kalevala Melody, From Afar, The Longest Journey et Pohjola du groupe de viking metal finlandais Ensiferum.
- Jean-Marc Warszawski, Chant 49, oratorio sur le chant 49 du Kalevala, pour chœur mixte, quatuor, deux récitants.
- La plupart des albums du groupe de metal finlandais Amorphis, notamment Tales from the Thousand Lakes, Silent Waters, Eclipse, Skyforger.
- La jaquette de l'album Manala, du groupe de folk metal finlandais Korpiklaani représente Väinämöinen.
- L'album Kalevala - A Finnish Progressive Rock Epic, édité en 2003 (remastérisé en 2008), illustre les contes de Kalevala.

## LeKalevalaen traduction
Le Kalevala a été traduit dès le début. La Société de littérature finlandaise a subventionné, aussi pour des raisons politiques, la traduction de l'œuvre en suédois et en allemand : la première langue rendait l'épopée accessible ainsi à l'intelligentsia finlandaise, qui ne connaissait souvent pas le finnois. Le philologue Matthias Alexander Castrén se chargea de la première version en suédois (1841). Son confrère allemand Jacob Grimm en traduisit des parties en allemand. La première traduction complète (et en vers) allemande fut celle d'Anton Schiefner datant de 1852 : elle fut l'une des versions les plus influentes. L'Estonien Kreutzwald lui emprunta l'idée de mettre son Kalevipoeg en des vers similaires. La version Schiefner fut revue peu après par Martin Buber et devint le texte de base de la traduction « anthroposophique » néerlandaise de Mies le Nobel (1985).
Avant l'allemande, il y eut une version française : c'était la traduction en prose de Louis Léouzon le Duc de 1845 portant le titre La Finlande. Au XIXe siècle apparurent encore des traductions en anglais, en estonien, en hongrois, en russe et en tchèque. Le premier Kalevala en néerlandais fut une adaptation pour enfants de 1905.
Entretemps, le Kalevala a été traduit en 51 langues, dont l'arménien, le swahili, le tamil, l'hébreu et l'espéranto (voir liste détaillée ci-dessous). Au XXe siècle plusieurs traductions et adaptations en néerlandais ont été éditées, mais jamais un Kalevala en vers traduit du finnois. À ce sujet l'on se doit de mentionner le nom du prêtre Henrik Hartwijk, qui a, il est vrai, traduit le Kalevala, mais dont la traduction n'a jamais été publiée et est perdue en grande partie.
En 1987, le poète latin contemporain Tuomo Pekkanen a traduit le Kalevala en vers latins suivant la scansion du texte original.

### Liste de traductions
Le Kalevala a été traduit en 61 langues dont, :
| année       | langue                                                |
| ----------- | ----------------------------------------------------- |
| 1835        | Vieux Kalevala en finnois                             |
| 1836        | suédois, allemand                                     |
| 1835-1836   | suédois                                               |
| 1841        | suédois                                               |
| 1849        | français                                              |
| 1852        | allemand                                              |
| 1864-1868   | suédois                                               |
| 1867        | français                                              |
| 1871        | hongrois                                              |
| 1875        | suédois                                               |
| 1885 – 1886 | allemand                                              |
| 1888        | anglais, russe                                        |
| 1891-1893   | estonien                                              |
| 1893-1894   | tchèque                                               |
| 1901        | ukrainien                                             |
| 1907        | danois                                                |
| 1908        | danois                                                |
| 1909        | hongrois, anglais, italien                            |
| 1912        | italien                                               |
| 1914        | allemand                                              |
| 1922        | lituanien                                             |
| 1924        | letton                                                |
| 1927        | français                                              |
| 1930        | français, hébreu                                      |
| 1935-1939   | serbo-croate                                          |
| 1937        | japonais                                              |
| 1939        | estonien                                              |
| 1940        | néerlandais                                           |
| 1944        | suédois, espagnol                                     |
| 1948        | suédois, allemand                                     |
| 1952        | espagnol, roumain                                     |
| 1954        | yiddish                                               |
| 1956        | biélorusse                                            |
| 1957        | norvégien, islandais                                  |
| 1958        | polonais                                              |
| 1959        | roumain                                               |
| 1961        | moldave, slovène                                      |
| 1962        | slovaque, chinois                                     |
| 1963        | anglais                                               |
| 1964        | espéranto, hébreu                                     |
| 1965-1969   | polonais                                              |
| 1967        | espagnol                                              |
| 1968        | allemand                                              |
| 1969        | anglais, géorgien                                     |
| 1972        | hongrois, arménien, lituanien                         |
| 1976        | japonais, hongrois                                    |
| 1979        | néerlandais                                           |
| 1980        | komi                                                  |
| 1981        | estonien                                              |
| 1982        | turc                                                  |
| 1983        | peul                                                  |
| 1985        | néerlandais, anglais, suédois, tulu                   |
| 1986        | slovaque, italien, vietnamien                         |
| 1987, 2001  | hongrois , latin                                      |
| 1988        | italien, anglais américain                            |
| 1990, 1997  | hindi                                                 |
| 1991        | arabe, mari, français, slovène, kiswahili, vietnamien |
| 1992        | bulgare, grec                                         |
| 1993        | féroïen                                               |
| 1994        | catalan, danois, tamil, vietnamien                    |
| 1997        | slovène, catalan                                      |
| 1998        | macédonien, polonais, russe                           |
| 1999        | persan, dialecte finnois de Savo, suédois, tamil      |
| 2000        | chinois, croate                                       |
| 2001        | bas-allemand, oriya, oudmourte                        |

### Filmographie
- HIRRIEN Ronan, Pa guzh an heol [Quand le soleil se couche], JPL Films/France Télévisions, 2013, documentaire 52 minutes[8].